# Radical 132
Le radical 132, qui signifie le Soi, est un des 29 des 214 radicaux chinois répertoriés dans le dictionnaire de Kangxi composés de six traits.
Le caractère Unicode de 自 est 81EA.

## Caractères avec le radical 132
| nombre de traits          | caractères |
| ------------------------- | ---------- |
| Sans trait supplémentaire | 自         |
| 1 traits supplémentaires  | 臫         |
| 4 traits supplémentaires  | 臬 臭      |
| 6 traits supplémentaires  | 臮 臯 臰   |
| 9 traits supplémentaires  | 臱         |
| 10 traits supplémentaires | 臲         |